# Pablo Krögh
Pablo Krögh (né le 21 février 1963 à Santiago et mort le 2 septembre 2013  dans la même ville) est un acteur chilien.

## Biographie
Sa carrière d'acteur démarre en 1986, après des études de communication visuelle, de photographie et de théâtre. Il est célèbre pour avoir joué José Tohá dans le film Dawson. Isla 10 en 2009 et pour son rôle dans la pièce de théâtre El avión rojo.
En 2002, il crée la compagnie théâtrale El Lunar, qu'il dirige.
Un cancer de la langue lui est diagnostiqué en 2012 dont il décède un an après, le 2 septembre 2013, âgé de 50 ans.

## Filmographie
- 1987 : Sussi
- 1994 : Hasta en las mejores familias
- 2000 : Coronación : Carlos joven
- 2004 : Mon ami Machuca : Colonel Sotomayor
- 2006 : Rojo, la pelicula : Ernesto Fuentes
- 2007 : El Brindis : Carlos
- 2008 : El cielo, la tierra y la lluvia : Toro
- 2009 : Dawson. Isla 10 : 	José Tohá
- 2010 : A un metro de Ti
- 2011 : Baby Shower : Ricardo
- 2011 : Gente mala del Norte : Ernest Handler
- 2011 : El circuito de Román : Osvaldo Gatica
- 2012 : Joven y alocada : Josué
- 2012 : La noche de enfrente : Gural Piriña
- 2012 : No : directeur de la campagne del No
- 2013 : Gloria : Pablo
- 2013 : Patagonia de los sueños : Lazlo Rabber
- 2014 : Cirqo